# Loigny-la-Bataille
Loigny-la-Bataille är en kommun i departementet Eure-et-Loir i regionen Centre-Val de Loire strax norr om centrala Frankrike. Kommunen ligger i kantonen Orgères-en-Beauce som tillhör arrondissementet Châteaudun. År 2022 hade Loigny-la-Bataille 215 invånare.
Byn Loigny som namngett kommunen är känd för slaget vid Loigny 2 december 1870 mellan tyska och franska trupper under tysk-franska kriget.

## Befolkningsutveckling
Antalet invånare i kommunen Loigny-la-Bataille
Referens:INSEE